# Visitors (romanzo)
Visitors è il sedicesimo libro della collana Super brividi scritto dall'autore statunitense R. L. Stine.

## Trama
Benjamin "Ben" Shipley è un dodicenne di Bitter Lake, nel Nuovo Messico, ossessionato dagli alieni e speranzoso di poterli incontrare. Il ragazzo, solito frequentare varie chat room e forum sull'ufologia, scopre un giorno che un misterioso utente di nome Zandor ha riportato che un'orda di alieni mostruosi e pericolosi si sta preparando ad invadere la Terra, specificando vari segnali che implicano la loro imminente invasione. Oltre a questo, però, Ben deve vedersela con un problema ben più grave: dato che è considerato da tutti uno strambo per via delle sue paranoie sugli alieni, gli risulta difficile venir creduto quando trova un misterioso sasso che sembra emanare onde sonore oppure quando trova, nel bosco retrostante casa sua, un misterioso segno sul prato a forma di otto. Neanche i suoi due migliori amici, Jeff e Summer Larkin, sono disposti a credergli, ed è spesso vittima delle burle di Rikki Mosely, una bizzarra ragazza che si veste in maniera eccentrica, e in famiglia le cose non vanno meglio dato che sia i suoi genitori che suo fratello Will lo credono totalmente fuori di testa. Da lì in poi, inoltre, iniziano a succedere cose strane: appaiono infatti sul computer di Ben strani messaggi che gli annunciano che l'invasione è ormai prossima e, come se non bastasse, sembrerebbe che i suoi genitori e alcune persone accanto a lui si comportino in maniera insolita. Conscio dell'avvertimento di Zandor sul come riconoscere i segni della presenza di questi alieni, Ben decide di indagare e ben presto scopre che i suoi genitori stanno nascondendo qualcosa in soffitta e, durante una serata con Summer a pattinare, nota con orrore che Rikki ha uno sguardo inquietante caratterizzato da strani occhi azzurrognoli. Nel frattempo, inoltre, sia Summer che Jeff decidono di abbandonarlo, ormai stufi delle sue paranoie sugli alieni, e proprio in quel momento Ben scopre la sua cameretta messa totalmente a soqquadro con un misterioso messaggio lasciatogli sul computer, in cui un misterioso interlocutore gli intima di smettere di investigare o accadranno delle cose terribili. Deciso a scoprire la verità, Ben pedina Rikki e vede la ragazza mangiare del terriccio per poi, una volta nell'ufficio della professoressa Crenshaw (l'insegnante di fotografia di Ben), rivelarsi come un'aliena e, oltre a lei, anche gli stessi Jeff, Summer e la Crenshaw. Con orrore, Ben scopre che gli alieni, degli esserini ovoidali pelosi con tre occhi azzurri e denti aguzzi posti in delle gabbiette nella camera oscura della Crenshaw, si sono intrufolati nei corpi delle persone controllandole come se fossero delle marionette, ma non sono stati in grado di trovare un corpo per ospitare il loro capo, la loro fonte di energia. Scoperto, Ben viene costretto con la forza ad ingoiare uno degli alieni ma, incredibilmente, riesce ad opporre resistenza al suo controllo mentale. Una volta a casa i suoi genitori, consci che ormai non c'è più tempo da perdere, gli rivelano che lui stesso è un alieno dato che dodici anni prima venne ritrovato nella stessa radura dove il ragazzo anni dopo avrebbe ritrovato il misterioso simbolo a forma di otto. I suoi genitori, degli alieni uguali in tutto e per tutto agli esseri umani se non per la mancanza delle orecchie e dell'ombelico, lo avevano abbandonato permettendo agli Shipley di prenderlo con sé come se fosse figlio loro, mentre Will era il loro figlio effettivo. In soffitta gli Shipley avevano solamente custodito una vecchia fotografia sotto forma di ologramma che rappresentava i veri genitori di Ben assieme a sé stesso da piccolo. Lui è l'Unico, ovvero la sola persona in grado di sconfiggere gli alieni pelosi, gli esseri che avevano sterminato la sua razza e ora vogliono distruggere anche lui, rifugiatosi sulla Terra, ma Ben ha lo straordinario potere di resistere al loro controllo mentale. Il giorno dopo, durante la foto di classe, Ben scopre che la Crenshaw, Jeff, Summer e Rikki hanno intenzione di infilare gli alieni nei corpi degli studenti con la scusa della fotografia e ci riescono con Dennis Corcoran, l'amico prediletto di Rikki, ma Ben riesce ad ingoiare il capo degli alieni, la fonte della loro energia, riuscendo definitivamente a sconfiggerli. Qualche ora dopo, nessuno si ricorda più nulla della faccenda, che si conclude positivamente.

## Edizioni
- R. L. Stine, Visitors, traduzione di Maria Cristina Leardini, collana Super brividi, Arnoldo Mondadori Editore, 2003,  p. 157, ISBN 88-04-52303-4.